# Quichenotte
La quichenotte est une coiffe traditionnelle des Charentes et du Poitou, mais aussi du bassin d'Arcachon et en Vendée (où elle est appelée parfois la « bénaise »). Sur l'île de Ré et l'île d'Oléron, elle est parfois encore portée par les éleveuses d'huîtres. C'est une coiffe paysanne servant à se protéger du soleil.

## Origine du nom
L'origine du terme reste aujourd'hui encore indéterminée. Dans son Dictionnaire des régionalismes de l'Ouest, Pierre Rézeau y voit un dérivé du mot « quichon » qui désignait autrefois des petites meules de foin établies par les femmes travaillant aux champs. Par extension, la coiffe qui leur servait à se protéger du soleil aurait été baptisée « quichenotte ». 
Pierre Jônain, folkloriste et historien charentais né à Gémozac en 1799 et mort à Royan en 1884, a popularisé une origine du nom qui proviendrait de l'anglais kiss not. Selon cette hypothèse, la coiffe aurait servi aux paysannes à se protéger des avances des Anglais pendant la guerre de Cent Ans.
Il est également possible que ce terme dérive de l'occitan caissonata dont la signification est littéralement « petite caisse ». Jacques Duguet y voit ainsi un rapprochement avec la « queissonoto », coiffe traditionnelle des paysannes des Monédières, en Limousin.
Une version saintongeaise voudrait que le rapprochement soit fait avec le mot « caissenote » (équivalent de cageot), du fait que l'armature de la visière était faite en morceaux de caissenotes.

## Description
La quichenotte est composée d'une pièce de tissu en cotonnade de forme rectangulaire (plié en deux pour l'assemblage) dont une des largeurs se prolonge par un demi-disque qui forme le fond et le bavolet de la quichenotte. Deux attaches sont constituées du même tissu. Les deux attaches sont fixées de part et d'autre des dernières baleines au tiers de la longueur de celles-ci à partir du fond de la coiffe. Deux coulisseaux ou un élastique séparent le fond de la coiffe du bavolet. Des lamelles de bois ou de carton servent de baleines à la visière.

## Notes et références

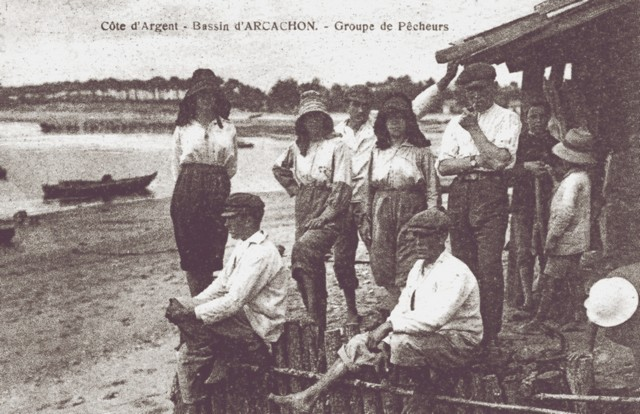
Éleveurs d'huîtres vers 1920 sur le bassin d'Arcachon. Les femmes portent la quichenotte.